# Diisobutylether
Diisobutylether ist eine chemische Verbindung aus der Gruppe der Ether. Die Verbindung liegt bei Raumtemperatur als Flüssigkeit vor und ist wie die meisten Dialkylether relativ reaktionsträge.
Konstitutionsisomere sind Di-n-butylether, Di-sec-butylether und Di-tert-butylether.

## Gewinnung und Darstellung
Diisobutylether kann aus Isobutylalkohol dargestellt werden.

## Eigenschaften
Diisobutylether ist eine leicht entzündbare Flüssigkeit, die sehr schwer löslich in Wasser ist.

## Verwendung
Diisobutylether kann als polares Lösungsmitteln verwendet werden.